# Saison 2010-2011 des Diables rouges de Briançon
Autres saisons
Saison précédente Saison suivante
Les Diables rouges de Briançon disputent la saison 2010-2011 au sein de la Ligue Magnus, l'élite du hockey sur glace français. L'équipe termine sixième de la Ligue Magnus et s'incline en finale de la Coupe de la Ligue.

## Contexte
La saison précédente, l'équipe a remporté son premier titre majeur en France avec la Coupe de France 2010. Les Diables Rouges ont participé aux demi-finales de la Coupe de la Ligue et Ligue Magnus.

### La dette
Alors que le recrutement est terminé lors du mois de juin, la Fédération française de hockey sur glace étudie les dossiers d'engagement des clubs pour la saison à venir. Le club des Diables rouges, qui a accumulé une dette de 427000€, est contraint par la fédération de faire des sacrifices pour conserver sa place dans l'élite. L'ensemble des salaires sont baissés de 15 %. Le manageur et entraîneur Antoine Lucien Basile décide de se séparer de l'attaquant Joni Lindlöf. Le défenseur Craig Switzer des Wranglers de Las Vegas préfère finalement rester en Amérique du Nord et n'est pas remplacé. Le 26 juillet 2010, le club n'est pas validé en Ligue Magnus par la Commission Nationale de Suivi et de Contrôle de Gestion de la Fédération française de hockey sur glace après avoir refusé de signer les conditions d'admission pour jouer dans la ligue. Il est donc virtuellement rétrogradé en Division 3. Les joueurs sont alors autorisés à chercher un club ailleurs.
Le 4 août 2010, le club décide de faire appel de la décision.
La décision de l'appel est rendue le 18 août 2010 : Briançon est validé. L'équipe est autorisée à entamer le championnat si elle paye les amendes dues au dépassement de la masse salariale lors des saisons précédentes. La SAEMS des Diables rouges s'engage à apurer le passif. À ce moment-là, les parts de la commune seront cédés à la Société anonyme sportive professionnelle Grand Briançonnais Hockey créée par dix sept entrepreneurs du Briançonnais. Néanmoins, ce sont ces acteurs qui dirigent la SEM dès le début de saison. Sébastien Sode en le président. Par ailleurs, la société Sport Contest devient actionnaire du club. Elle est dirigée par le Haut-Alpin Thierry Chaix, président du club de Rouen.

### Les sanctions
Le club est exclu de la Coupe de France 2010-2010 et du Match des Champions. Pour ce match, il est remplacé par Angers. L'organisation du match des champions un temps annoncé à Briançon est organisé à Rouen.
Le président Jean-Paul Garnero est suspendu deux ans de toute fonction pour manquement grave à l'équité sportive et infraction à l'esprit sportif. Le club écope d'une nouvelle amende la fédération qui porte la dette à 472 000 euros.

### Conséquences sur l'effectif
Début juin, le recrutement de Basile est terminé. Son effectif conserve une ossature solide sur le front de l'attaque et au poste de gardien de but avec Ramón Sopko. La défense a été remaniée puisque seuls deux joueurs cadres ont été conservés Gary Lévèque et Viktor Szélig.
Durant ces évènements :
- Cinq joueurs recrutés durant l'intersaison n'ont finalement pas rejoint l'équipe :

| Nom              | Nationalité  | Poste     | Provenance                    | Destination                   |
| Erwan Pain       | France       | Centre    | Dijon (LM)                    | Caen (LM)                     |
| Craig Switzer    | Canada       | Défenseur | Wranglers de Las Vegas (ECHL) | Wranglers de Las Vegas (ECHL) |
| Andrej Tavželj   | Slovénie     | Défenseur | SG Cortina (Serie A)          | SG Pontebba (Serie A)         |
| Nicolas Dumoulin | Canada       | Défenseur | SC Riessersee (2. Bundesliga) | EC Red Bull Salzbourg (EBEL)  |
| Steven Kaye      | Canada Grèce | Ailier    | SSI Vipiteno (Serie A2)       | Sundogs de l'Arizona (LCH)    |

- Deux joueurs ont quitté définitivement le club : Joni Lindlöf et François-Pierre Guénette.

L'attaquant Sébastien Rohat est parti aux Ours de Villard-de-Lans à la suite de la non-validation de juillet. Mais il a pu revenir à Briançon lorsque le club a été validé.
- Un joueur fait son retour : Damien Raux avait quitté le club à l'issue de la saison précédente. Sans club, il revient après la validation du mois d'août.

Au niveau sportif, l'équipe est composée de dix-neuf joueurs soit le même nombre de joueurs qu'initialement. L'équipe commence la saison avec un joueur de moins mais, fin octobre, le défenseur Florian Chakiachvili, formé au club, revient à Briançon.
À l'image de Luka Tošič, recruté pour être septième défenseur et qui obtient une place de titulaire, l'équipe a été rajeunie et a perdu des joueurs d'expérience pour compenser les départs.

### Transferts à l'intersaison
Les mouvements de joueurs durant l'intersaison sont les suivants :
| Nom                       | Nationalité   | Poste                 | Provenance/Destination         | Ligue               |
| Départs                   |               |                       |                                |                     |
| Brice Chauvel             | France        | Ailier                | Angers                         | LM                  |
| Stephane Gervais          | Canada        | Défenseur             | Épinal                         | LM                  |
| François Groleau          | Canada        | Défenseur             | Arrêt                          | -                   |
| François-Pierre Guénette  | Canada        | Centre                | Rouen                          | LM                  |
| Joni Lindlöf              | Finlande      | Ailier                | IF Björklöven                  | Division 1 suédoise |
| Quentin Pépy              | France        | Attaquant             | Dunedin Thunder                | Nouvelle-Zélande    |
| Mathieu Reverdin          | France        | Attaquant             | Lyon                           | Division 2          |
| Timo Seikkula             | Finlande      | Centre                | Junkkarit HT                   | Suomi-Sarja         |
| Maks Selan                | Slovénie      | Défenseur             | Valence                        | Division 1          |
| Sebastian Sjösten         | Suède         | Défenseur             | IK Nyköpings Hockey            | Division 1 suédoise |
| Arrivées                  |               |                       |                                |                     |
| Gregory Alberti           | États-Unis    | Attaquant / Défenseur | Statesmen de Hobart College    | NCAA III            |
| Jaka Ankerst              | Slovénie      | Centre                | HK Maribor                     | Državno Prvenstvo   |
| Florian Chakiachvili      | France        | Défenseur             | Rouen II                       | Division 2          |
| Loïc Lampérier            | France        | Centre                | Rouen                          | LM                  |
| Kévin Dusseau             | France        | Défenseur             | Reims                          | Division 1          |
| Pierre-Charles Hordelalay | France        | Attaquant             | Neuilly-sur-Marne              | LM                  |
| Kai Öhberg                | Finlande      | Défenseur             | Rouen                          | LM                  |
| Nicholas Romano           | Canada Italie | Attaquant             | HC Merano                      | Serie A2            |
| Charles Townsend          | États-Unis    | Attaquant             | Panthers de Middlebury College | NCAA III            |
| Luka Tošič                | Slovénie      | Défenseur             | HK Maribor                     | Državno Prvenstvo   |

- Départ consécutif à la baisse de masse salariale.
- Départ consécutif à la non validation du 26 juillet 2010.
- Arrivée après la validation officielle du 19 août 2010.

## Composition de l'équipe
Les Diables Rouges 2010-2011 sont entraînés par Luciano Basile. Edo Terglav est chargé de la préparation physique.

### Gardiens de but
| Numéro | Nationalité | Nom               | Attrape | Date de naissance | Lieu de naissance        |
| ------ | ----------- | ----------------- | ------- | ----------------- | ------------------------ |
| 39     | France      | Aurélien Bertrand | G       | 7 février 1987    | Gap (France)             |
| 60     | Slovaquie   | Ramón Sopko       | G       | 6 avril 1981      | Košice (Tchécoslovaquie) |

### Défenseurs
| Numéro | Nationalité | Nom                  | Tir | Date de naissance | Lieu de naissance                            |
| ------ | ----------- | -------------------- | --- | ----------------- | -------------------------------------------- |
| 5      | Hongrie     | Viktor Szélig (A)    | G   | 22 septembre 1975 | Dunaújváros (Hongrie)                        |
| 8      | Finlande    | Kai Öhberg           | G   | 13 octobre 1979   | Helsinki (Finlande)                          |
| 18     | Slovénie    | Luka Tošič           | G   | 10 mars 1988      | Jesenice (République socialiste de Slovénie) |
| 25     | France      | Gary Lévèque (A)     | G   | 11 août 1981      | Saint-Pierre-et-Miquelon (France)            |
| 62     | France      | Florian Chakiachvili | G   | 18 mars 1992      | Briançon (France)                            |
| 79     | Slovaquie   | Michal Korenko       | D   | 22 juillet 1987   | Poprad (Tchécoslovaquie)                     |
| 91     | France      | Kévin Dusseau        | G   | 24 juillet 1991   | Rouen (France)                               |

### Attaquants
| Numéro | Nationalité   | Nom                       | Tir | Date de naissance | Lieu de naissance                            |
| ------ | ------------- | ------------------------- | --- | ----------------- | -------------------------------------------- |
| 7      | France        | Mickaël Pérez             | G   | 2 juillet 1983    | Gap (France)                                 |
| 9      | Slovénie      | Edo Terglav (C)           | G   | 24 janvier 1980   | Kranj (République socialiste de Slovénie)    |
| 10     | France        | Peter Bourgaut            | G   | 17 mai 1987       | Tours (France)                               |
| 26     | Slovénie      | Jaka Ankerst              | G   | 27 mars 1989      | Jesenice (République socialiste de Slovénie) |
| 27     | France        | Loïc Lampérier            | G   | 7 août 1989       | Rouen (France)                               |
| 28     | France        | Damien Raux               | G   | 3 novembre 1984   | Rouen (France)                               |
| 37     | États-Unis    | Charles Townsend          | D   | 19 avril 1987     | Pennington (États-Unis)                      |
| 41     | Canada        | Marc-André Bernier        | D   | 5 février 1985    | Laval (Canada)                               |
| 67     | États-Unis    | Gregory Alberti           | D   | 16 janvier 1988   | Bernardsville (États-Unis)                   |
| 71     | Canada Italie | Nicholas Romano           | D   | 14 avril 1984     | Montréal (Canada)                            |
| 75     | France        | Pierre-Charles Hordelalay | G   | 5 janvier 1989    | Saint-Germain-en-Laye (France)               |
| 85     | France        | Sébastien Rohat           | G   | 18 février 1985   | Annecy (France)                              |

## Pré-saison
Le calendrier de pré-saison s'est également trouvé modifié. Les diables rouges n'ont pu participer à la Poletna Liga Rudi Hiti de Bled. Ils ont été remplacés par les Budapest Stars. Deux matchs amicaux contre Grenoble ont été annulés. Après la validation, l'équipe a disputé deux matchs de préparation. Deux matchs programmés début septembre à Valence face aux Lynx de Valence et aux Castors d'Avignon ont été annulés en raison de l'absence des licences de certains joueurs.

## Ligue Magnus

### Saison régulière
Briançon se classe quatrième de la saison régulière derrière Rouen, Angers et Gap. Lors du dernier match de la saison régulière, les Diables Rouges mènent 2-1 contre Épinal à une minute trente secondes de la fin du troisième tiers temps. L'équipe s'incline 3-2 dans le temps règlementaire et perd sa troisième place au classement général au profit des Rapaces de Gap. 
Le samedi 26 février 2011, la SASP Grand Briançonnais Hockey devient actionnaire majoritaire de la SAEM les Diables Rouges (à 80 %). La SA les Diables Rouges est alors créée.
Match après match

## Séries éliminatoires
Les Diables Rouges s'inclinent en quart de finale.

### Quart de finale
Le quart de finale oppose Briançon (quatrième) à Amiens (cinquième). Amiens s'impose 3 victoires à 1.
| 8 mars 2010 | Diables rouges de Briançon | 5-3 (1-0, 1-1, 3-2) | Gothiques d'Amiens | Patinoire René Froger 1 593 spectateurs |

| Feuille de match | Feuille de match | Feuille de match | Feuille de match                                                                                             | Feuille de match                     |
| ---------------- | --- | ---------------- | --- | ------------------------------------ |
|                  | 16 min 42 s, Raux (Pérez, Bernier) 22 min 27 s, Korenko (Ankerst, Lampérier) SN 47 min 13 s, Alberti (Lampérier, Bourgaut) SN 59 min 0 s, Bernier (Pérez, Raux) 59 min 49 s, Pérez (Raux, Bernier) (cage vide) |                  | 30 min 25 s, Béron (Deniset, Bachet) 52 min 39 s, Béron (Mortas, Deniset) 57 min 41 s, Marcos (Petit, Bault) | Arbitrage : Bergamelli Margry Grabit |
| Ramón Sopko      | Gardiens | Billy Thompson   | | Arbitrage : Bergamelli Margry Grabit |
| 6 min            | Pénalités | 14 min           | | Arbitrage : Bergamelli Margry Grabit |
|                  | |                  | | Arbitrage : Bergamelli Margry Grabit |

| 9 mars 2010 | Diables rouges de Briançon | 4-5 (1-1, 1-1, 2-3) | Gothiques d'Amiens | Patinoire René Froger 1 293 spectateurs |

| Feuille de match | Feuille de match | Feuille de match | Feuille de match | Feuille de match                    |
| ---------------- | --- | ---------------- | --- | ----------------------------------- |
|                  | 4 min 13 s, Ankerst (Townsend, Hordelalay) 33 min 36 s, Korenko (Ankerst, Tošič) 45 min 9 s, Szélig (Pérez, Raux) SN 48 min 29 s, Öhberg (Bernier, Raux) |                  | 13 min 0 s, Deniset (Tomášek) SN 25 min 5 s, Mortas (Tomášek) 41 min 14 s, Kowalczyk (Deniset, Mortas) 47 min 7 s, Bergin (Hecquefeuille) SN 56 min 59 s, Hecquefeuille (Mortas, Pažák) | Arbitrage : Colleoni Margry Barcelo |
| Ramón Sopko      | Gardiens | Billy Thompson   | | Arbitrage : Colleoni Margry Barcelo |
| 14 min           | Pénalités | 16 min           | | Arbitrage : Colleoni Margry Barcelo |
|                  | |                  | | Arbitrage : Colleoni Margry Barcelo |

| 11 mars 2010 | Gothiques d'Amiens | 5-1 (4-0, 0-0, 1-1) | Diables rouges de Briançon | Coliséum 3 033 spectateurs |

| Feuille de match | Feuille de match | Feuille de match | Feuille de match                        | Feuille de match                    |
| ---------------- | --- | ---------------- | --------------------------------------- | ----------------------------------- |
|                  | 2 min 7 s, Hecquefeuille 6 min 46 s, Tomášek (Pažák, Bergin) 11 min 15 s, Deniset (Hecquefeuille) SN 13 min 24 s, Bergin (Tomášek, Pažák) 52 min 18 s, Tomášek (Bergin, Pažák) SN |                  | 40 min 15 s, Pérez (Bernier, Szélig) SN | Arbitrage : Hauchart Dehaen Rauline |
| Billy Thompson   | Gardiens | Ramón Sopko      |                                         | Arbitrage : Hauchart Dehaen Rauline |
| 16 min           | Pénalités | 24 min           |                                         | Arbitrage : Hauchart Dehaen Rauline |
|                  | |                  |                                         | Arbitrage : Hauchart Dehaen Rauline |

| 12 mars 2010 | Gothiques d'Amiens | 3-2 (0-1, 3-0, 0-1) | Diables rouges de Briançon | Coliséum |

| Feuille de match | Feuille de match | Feuille de match | Feuille de match                           | Feuille de match               |
| ---------------- | --- | ---------------- | ------------------------------------------ | ------------------------------ |
|                  | 26 min 50 s, Deniset 29 min 59 s, Roussel (Hecquefeuille, Pažák) double SN 32 min 14 s, Hecquefeuille (Deniset) double SN |                  | 15 min 10 s, Alberti (Lampérier) double SN | Arbitrage : Barbez Dehaen Loos |
| Billy Thompson   | Gardiens | Ramón Sopko      |                                            | Arbitrage : Barbez Dehaen Loos |
| 16 min           | Pénalités | 34 min           |                                            | Arbitrage : Barbez Dehaen Loos |
|                  | |                  |                                            | Arbitrage : Barbez Dehaen Loos |

## Coupe de la Ligue
Les diables rouges débutent la Coupe de la Ligue dans la poule D contre les Rapaces de Gap, les Brûleurs de loups de Grenoble et l'équipe de France junior. Les deux premiers sont ensuite qualifiés pour les quarts de finale.
|   | Équipe                        | PJ | V | VP | DP | D | BP | BC | Pts |
| 1 | Brûleurs de loups de Grenoble | 6  | 4 | 1  | 1  | 0 | 26 | 7  | 11  |
| 2 | Diables rouges de Briançon    | 6  | 4 | 0  | 1  | 2 | 24 | 17 | 9   |
| 5 | Rapaces de Gap                | 6  | 2 | 1  | 0  | 3 | 20 | 26 | 6   |
| 4 | Équipe de France junior       | 6  | 0 | 0  | 0  | 6 | 15 | 35 | 0   |

### Quart de finale
| 2 novembre 2010 20:30 | Diables rouges de Briançon | 2-4 (0-3, 0-1, 2-0) | Pingouins de Morzine-Avoriaz | Patinoire René Froger 928 spectateurs |

| Feuille de match | Feuille de match                                                              | Feuille de match  | Feuille de match | Feuille de match |
| ---------------- | ----------------------------------------------------------------------------- | ----------------- | --- | ---------------- |
|                  | 43 min 8 s, Ankerst (Öhberg) SN 50 min 44 s, Townsend (Raux, Rohat) double SN |                   | 5 min 38 s, Koivonen (Kralj, Santala) 8 min 8 s, Kadič (Koivunen, Jestin) 14 min 17 s, Brodin (Papa, O'Connor) IN 34 min 30 s, Kralj (Santana, Koivunen) SN |                  |
| Ramón Sopko      | Gardiens                                                                      | Guillaume Richard | |                  |
| 2 min            | Pénalités                                                                     | 40 min            | |                  |
|                  |                                                                               |                   | |                  |

| 17 novembre 2010 20:30 | Pingouins de Morzine-Avoriaz | 1-5 (0-1, 1-0, 0-3) | Diables rouges de Briançon | Parc des sports de Morzine 420 spectateurs |

| Feuille de match | Feuille de match                          | Feuille de match | Feuille de match | Feuille de match |
| ---------------- | ----------------------------------------- | ---------------- | --- | ---------------- |
|                  | 35 min 21 s, Koivunen (Kadic, Santala) SN |                  | 4 min 7 s, Bernier (Pérez, Raux) SN 40 min 43 s, Bernier (Townsend) SN 42 min 56 s, Pérez (Bernier, Szélig) 54 min 6 s, Pérez (Townsend) SN 59 min 31 s, Terglav IN (cage vide) |                  |
| Tuomas Lohtander | Gardiens                                  | Ramón Sopko      | |                  |
| 24 min           | Pénalités                                 | 12 min           | |                  |
|                  |                                           |                  | |                  |

### Demi-finale
| 1er décembre 2010 20:30 | Diables rouges de Briançon | 6-1 (2-0, 1-1, 3-0) | Dragons de Rouen | Patinoire René Froger 1 423 spectateurs |

| Feuille de match | Feuille de match | Feuille de match | Feuille de match                | Feuille de match |
| ---------------- | --- | ---------------- | ------------------------------- | ---------------- |
|                  | 3 min 24 s, Pérez (Raux, Bernier) 5 min 0 s, Townsend (Rohat, Tošič) 36 min 16 s, Terglav (Romano, Lévèque) 40 min 17 s, Lampérier (Terglav, Lévèque) 48 min 55 s, Romano (Terglav) 52 min 21 s, Raux (Alberti, Korenko) |                  | 32 min 7 s, Zwikel (Salmivirta) |                  |
| Ramón Sopko      | Gardiens | Fabrice Lhenry   |                                 |                  |
| 18 min           | Pénalités | 22 min           |                                 |                  |
|                  | |                  |                                 |                  |

| 7 décembre 2010 20:00 | Dragons de Rouen | 4-2 (1-0, 1-1, 2-1) | Diables rouges de Briançon | Île Lacroix 2 581 spectateurs |

| Feuille de match              | Feuille de match | Feuille de match | Feuille de match                                                              | Feuille de match |
| ----------------------------- | --- | ---------------- | ----------------------------------------------------------------------------- | ---------------- |
|                               | 1 min 24 s, Alen (Brunelle) 28 min 21 s, T. Da Costa (Thinel, Holmqvist) 43 min 47 s, Desrosiers (Bergström, Alen) 56 min 6 s, Tardif (Bergström, Babka) SN |                  | 36 min 55 s, Bernier (Raux, Korenko) IN 48 min 16 s, Alberti (Ankerst, Rohat) |                  |
| Fabrice Lhenry Thibault Maggi | Gardiens | Ramón Sopko      |                                                                               |                  |
| 10 min                        | Pénalités | 12 min           |                                                                               |                  |
|                               | |                  |                                                                               |                  |

### Finale
| 29 décembre 2010 19:30 | Diables rouges de Briançon | 3-4 (pr) (1-1, 0-1, 2-1, 0-1) | Brûleurs de loups de Grenoble | Patinoire olympique de Méribel 2 499 spectateurs |

| Feuille de match | Feuille de match                                                                                          | Feuille de match            | Feuille de match | Feuille de match                                                               |
| ---------------- | --- | --------------------------- | --- | ------------------------------------------------------------------------------ |
|                  | 15 min 20 s, Ankerst (Lévèque, Rohat) 48 min 29 s, Bernier (Pérez, Szélig) 58 min 3 s, Bernier (Pérez) SN | 1-0 1-1 1-2 2-2 2-3 3-3 3-4 | 18 min 33 s, Rouleau (Amar, Šivic) SN 35 min 17 s, Arrossamena (Brož) 56 min 37 s, Arrossamena (Rouleau, Le Blond) 63 min 10 s, Amar (Rouleau) | Arbitrage : Jimmy Bergamelli Alexandre Hauchart David Courgeon Gwilherm Margry |
| Ramón Sopko      | Gardiens                                                                                                  | Eddy Ferhi                  | | Arbitrage : Jimmy Bergamelli Alexandre Hauchart David Courgeon Gwilherm Margry |
| 12 min           | Pénalités                                                                                                 | 14 min                      | | Arbitrage : Jimmy Bergamelli Alexandre Hauchart David Courgeon Gwilherm Margry |
| 44               | Tirs | 30                          | | Arbitrage : Jimmy Bergamelli Alexandre Hauchart David Courgeon Gwilherm Margry |

## Statistiques individuelles
Les statistiques des joueurs en Ligue Magnus et Coupe de la Ligue sont listées dans le tableau ci-dessous. En ce qui concerne les  buts marqués, les totaux marqués dans cette section ne comprennent pas les buts des séances de tir de fusillade.

### Gardiens de buts
Coupe de la Ligue
| Joueur            | Saison régulière | Saison régulière | Saison régulière | Saison régulière | Saison régulière | Saison régulière | Saison régulière | Saison régulière | Saison régulière | Saison régulière | Séries éliminatoires | Séries éliminatoires | Séries éliminatoires | Séries éliminatoires | Séries éliminatoires | Séries éliminatoires | Séries éliminatoires | Séries éliminatoires | Séries éliminatoires | Séries éliminatoires |
| Joueur            | PJ               | V                | D                | DP               | BC               | Bl               | Moy              | B                | A                | Pun              | PJ                   | V                    | D                    | DP                   | BC                   | Bl                   | Moy                  | B                    | A                    | Pun                  |
| ----------------- | ---------------- | ---------------- | ---------------- | ---------------- | ---------------- | ---------------- | ---------------- | ---------------- | ---------------- | ---------------- | -------------------- | -------------------- | -------------------- | -------------------- | -------------------- | -------------------- | -------------------- | -------------------- | -------------------- | -------------------- |
| Aurélien Bertrand |                  |                  |                  |                  |                  |                  |                  |                  |                  |                  |                      |                      |                      |                      |                      |                      |                      |                      |                      |                      |
| Ramón Sopko       |                  |                  |                  |                  |                  |                  |                  |                  |                  |                  |                      |                      |                      |                      |                      |                      |                      |                      |                      |                      |

Ligue Magnus
| Joueur            | Saison régulière | Saison régulière | Saison régulière | Saison régulière | Saison régulière | Saison régulière | Saison régulière | Saison régulière | Saison régulière | Saison régulière | Séries éliminatoires | Séries éliminatoires | Séries éliminatoires | Séries éliminatoires | Séries éliminatoires | Séries éliminatoires | Séries éliminatoires | Séries éliminatoires | Séries éliminatoires | Séries éliminatoires |
| Joueur            | PJ               | V                | D                | DP               | BC               | Bl               | Moy              | B                | A                | Pun              | PJ                   | V                    | D                    | DP                   | BC                   | Bl                   | Moy                  | B                    | A                    | Pun                  |
| ----------------- | ---------------- | ---------------- | ---------------- | ---------------- | ---------------- | ---------------- | ---------------- | ---------------- | ---------------- | ---------------- | -------------------- | -------------------- | -------------------- | -------------------- | -------------------- | -------------------- | -------------------- | -------------------- | -------------------- | -------------------- |
| Aurélien Bertrand | 5                | 0                | 0                | 0                | 2                | 0                |                  | 0                | 1                | 0                | 0                    | 0                    | 0                    | 0                    | 0                    | 0                    | -                    | 0                    | 0                    | 0                    |
| Ramón Sopko       | 26               | 17               | 7                | 1                | 50               | 1                |                  | 0                | 0                | 2                | 5                    | 1                    | 4                    | 0                    | 16                   | 0                    |                      | 0                    | 0                    | 2                    |

### Joueurs de champ
| Gregory Alberti           | 24 | 5  | 5  | 10 | 26 | 4 | 2 | 0 | 2 | 2  | 3 | 1 | 1 | 2 | 2  | 5 | 1 | 1 | 2 | 0  | 36 | 9  | 7  | 16 | 30 |
| Jaka Ankerst              | 16 | 0  | 7  | 7  | 6  | 4 | 1 | 2 | 3 | 0  | 6 | 1 | 1 | 2 | 4  | 5 | 2 | 1 | 3 | 6  | 31 | 4  | 11 | 15 | 16 |
| Marc-André Bernier        | 25 | 23 | 16 | 39 | 20 | 4 | 1 | 4 | 5 | 2  | 6 | 4 | 5 | 9 | 12 | 4 | 5 | 2 | 7 | 2  | 39 | 33 | 27 | 60 | 36 |
| Peter Bourgaut            | 26 | 1  | 8  | 9  | 8  | 4 | 0 | 1 | 1 | 2  | 5 | 1 | 0 | 1 | 2  | 5 | 0 | 0 | 0 | 0  | 40 | 2  | 9  | 11 | 12 |
| Florian Chakiachvili      | 21 | 2  | 1  | 3  | 6  | 4 | 0 | 0 | 0 | 0  | 0 | 0 | 0 | 0 | 0  | 0 | 0 | 0 | 0 | 0  | 25 | 2  | 1  | 3  | 6  |
| Kévin Dusseau             | 24 | 5  | 3  | 8  | 24 | 4 | 0 | 0 | 0 | 6  | 6 | 1 | 2 | 3 | 6  | 4 | 0 | 0 | 0 | 4  | 38 | 6  | 5  | 11 | 40 |
| Pierre-Charles Hordelalay | 26 | 2  | 7  | 9  | 14 | 4 | 0 | 1 | 1 | 4  | 6 | 0 | 1 | 1 | 0  | 5 | 0 | 0 | 0 | 2  | 41 | 2  | 9  | 11 | 20 |
| Michal Korenko            | 26 | 4  | 5  | 9  | 34 | 4 | 2 | 0 | 2 | 6  | 6 | 1 | 0 | 1 | 20 | 5 | 0 | 2 | 2 | 2  | 41 | 7  | 7  | 14 | 62 |
| Loïc Lampérier            | 24 | 8  | 25 | 33 | 10 | 4 | 1 | 3 | 4 | 18 | 6 | 1 | 5 | 6 | 6  | 5 | 1 | 0 | 1 | 4  | 39 | 11 | 33 | 44 | 38 |
| Gary Lévèque              | 25 | 0  | 5  | 5  | 6  | 4 | 0 | 0 | 0 | 4  | 5 | 0 | 2 | 2 | 0  | 5 | 0 | 3 | 3 | 4  | 39 | 0  | 10 | 10 | 14 |
| Kai Öhberg                | 23 | 2  | 11 | 13 | 22 | 4 | 1 | 0 | 1 | 4  | 3 | 0 | 0 | 0 | 2  | 5 | 0 | 1 | 1 | 4  | 35 | 3  | 12 | 15 | 32 |
| Mickaël Pérez             | 26 | 14 | 26 | 40 | 4  | 4 | 2 | 3 | 5 | 0  | 6 | 6 | 2 | 8 | 0  | 5 | 2 | 5 | 7 | 0  | 41 | 24 | 36 | 60 | 4  |
| Charles Townsend          | 24 | 9  | 8  | 17 | 51 | 4 | 0 | 1 | 1 | 10 | 6 | 3 | 1 | 4 | 0  | 5 | 3 | 1 | 4 | 4  | 39 | 15 | 11 | 26 | 65 |
| Luka Tošič                | 25 | 1  | 4  | 5  | 6  | 4 | 0 | 1 | 1 | 0  | 6 | 0 | 3 | 3 | 0  | 5 | 0 | 1 | 1 | 0  | 40 | 1  | 9  | 10 | 6  |
| Damien Raux               | 26 | 9  | 29 | 38 | 8  | 4 | 1 | 5 | 6 | 2  | 6 | 0 | 5 | 5 | 12 | 5 | 1 | 5 | 6 | 0  | 41 | 11 | 44 | 55 | 22 |
| Sébastien Rohat           | 19 | 2  | 5  | 7  | 4  | - | - | - | - | -  | 6 | 3 | 1 | 4 | 2  | 5 | 0 | 4 | 4 | 18 | 30 | 3  | 10 | 13 | 24 |
| Nicholas Romano           | 21 | 14 | 11 | 25 | 2  | - | - | - | - | -  | 6 | 1 | 3 | 4 | 0  | 5 | 1 | 1 | 2 | 0  | 32 | 16 | 15 | 31 | 2  |
| Viktor Szélig             | 26 | 2  | 10 | 12 | 46 | 4 | 1 | 1 | 2 | 16 | 6 | 0 | 2 | 2 | 12 | 5 | 0 | 2 | 2 | 4  | 41 | 3  | 15 | 18 | 78 |
| Edo Terglav               | 12 | 4  | 11 | 15 | 33 | - | - | - | - | -  | 6 | 1 | 6 | 7 | 4  | 4 | 2 | 2 | 4 | 0  | 22 | 7  | 19 | 26 | 37 |

## Sélections nationales
Septembre 2010
| Nom                  | Sélection     | Compétition       |
| -------------------- | ------------- | ----------------- |
| Florian Chakiachvili | France 20 ans | Coupe de la Ligue |
| Kévin Dusseau        | France 20 ans | Coupe de la Ligue |

Octobre 2010
| Nom                  | Sélection     | Compétition       |
| -------------------- | ------------- | ----------------- |
| Florian Chakiachvili | France 20 ans | Coupe de la Ligue |
| Kévin Dusseau        | France 20 ans | Coupe de la Ligue |

Novembre 2010
| Nom                   | Sélection     | Compétition               |
| --------------------- | ------------- | ------------------------- |
| Antoine Lucien Basile | Espagne       | Euro Ice Hockey Challenge |
| Florian Chakiachvili  | France 20 ans | Tournoi des 4 nations     |
| Kévin Dusseau         | France 20 ans | Tournoi des 4 nations     |
| Loïc Lampérier        | France        | Euro Ice Hockey Challenge |
| Damien Raux           | France        | Euro Ice Hockey Challenge |
| Viktor Szélig         | Hongrie       | Euro Ice Hockey Challenge |
| Edo Terglav           | Slovénie      | Euro Ice Hockey Challenge |

Décembre 2010
| Nom                  | Sélection     | Compétition                                           |
| -------------------- | ------------- | ----------------------------------------------------- |
| Florian Chakiachvili | France 20 ans | Championnat du monde junior 2011 Division 2, groupe A |
| Kévin Dusseau        | France 20 ans | Championnat du monde junior 2011 Division 2, groupe A |
| Loïc Lampérier       | France        | Matchs amicaux                                        |
| Damien Raux          | France        | Matchs amicaux                                        |
| Edo Terglav          | Slovénie      | Euro Ice Hockey Challenge                             |

Février 2011
| Nom                   | Sélection | Compétition               |
| --------------------- | --------- | ------------------------- |
| Antoine Lucien Basile | Espagne   | Euro Ice Hockey Challenge |
| Loïc Lampérier        | France    | Euro Ice Hockey Challenge |
| Gary Lévèque          | France    | Euro Ice Hockey Challenge |
| Damien Raux           | France    | Euro Ice Hockey Challenge |

Avril 2011
| Nom            | Sélection | Compétition    |
| -------------- | --------- | -------------- |
| Jaka Ankerst   | Slovénie  | Matchs amicaux |
| Loïc Lampérier | France    | Matchs amicaux |
| Damien Raux    | France    | Matchs amicaux |
| Luka Tošič     | Slovénie  | Matchs amicaux |